# Casey FitzRandolph
Casey FitzRandolph (Madison, 21 de enero de 1975) es un deportista estadounidense que compitió en patinaje de velocidad sobre hielo. 
Participó en tres Juegos Olímpicos de Invierno, entre los años 1998 y 2006, obteniendo una medalla de oro en Salt Lake City 2002, en la prueba de 500 m.
Ganó una medalla de bronce en el Campeonato Mundial de Patinaje de Velocidad sobre Hielo en Distancia Individual de 2001 y dos medallas en el Campeonato Mundial de Patinaje de Velocidad sobre Hielo en Distancia Corta, plata en 2002 y bronce en 1997.

## Palmarés internacional
| Juegos Olímpicos                           | Juegos Olímpicos                | Juegos Olímpicos  | Juegos Olímpicos      |
| Año                                        | Lugar                           | Medalla           | Prueba                |
| ------------------------------------------ | ------------------------------- | ----------------- | --------------------- |
| 2002                                       | Salt Lake City (Estados Unidos) | Medalla de oro    | 500 m                 |
| Campeonato Mundial en Distancia Individual |                                 |                   |                       |
| Año                                        | Lugar                           | Medalla           | Prueba                |
| 2001                                       | Salt Lake City (Estados Unidos) | Medalla de bronce | 500 m                 |
| Campeonato Mundial en Distancia Corta      |                                 |                   |                       |
| Año                                        | Lugar                           | Medalla           | Prueba                |
| 1997                                       | Hamar (Noruega)                 | Medalla de bronce | Clasificación general |
| 2002                                       | Hamar (Noruega)                 | Medalla de plata  | Clasificación general |